# Křížový kámen v Dřevci
Křížový kámen stojí v katastrálním území Dřevec v městě Kožlany v okrese Plzeň-sever. Je chráněn jako  kulturní památka ČR.

## Historie
Křížový kámen stál v polích asi 400 m od silnice z Kožlan do Dřevce, odkud byl v roce 1995 přemístěn k vrchu Homole severně od Dřevce. Křížový kámen je regionální drobná památka.

## Popis
Křížový kámen  ve tvaru kruhové pískovcové stély pochází pravděpodobně z 16. století. Je vysoký jeden metr, široký 0,70 m a jeho tloušťka je 0,25 m. Na straně obrácené k severu je pozitivní reliéf berličkového kříže, na druhé straně je vyryt jednoduchý latinský kříž se stejně širokými rameny.